# Fredsbergs kyrka
Fredsbergs kyrka är en kyrkobyggnad sedan 2010 i Fredsberg-Bäcks församling (tidigare i Fredsbergs församling) i Skara stift. Den ligger i den västra delen av Töreboda kommun.

## Kyrkobyggnaden
Första kyrkan på platsen uppfördes på 1100-talet medan andra kyrkan uppfördes 1312. 1814 påbörjades bygget av tredje och nuvarande kyrka som invigdes första advent 1821 uppförd efter ritningar av Abraham Niclas Edelcrantz. Vissa murar från gamla kyrkan ingår i den nuvarande.
Kyrkan består av ett rektangulärt långhus med ett kor av samma höjd och bredd som långhuset. Norr om koret finns en sakristia som byggdes till vid en restaurering 1932–1934. I väster finns kyrktornet med huvudingång och vapenhus i bottenvåningen. Under koret finns ett gravkor och under sakristian en källare.

## Inventarier
- Predikstolen är tillverkad 1689, tillskrivs Börje Löfman och har stått i den tidigare kyrkan.
- Dopfunten av prickad kalksten är från 1934. Den består av en kalkformad cuppa och en cylindrisk fot.
- I korfönstret en bonad utförd av Yvonne Grünewald 1972.

### Klockor
I tornet hänger tre kyrkklockor, varav två är medeltida.
- Storklockan är gjuten 1489 och har en latinsk inskrift med gotisk minuskelstil, som i översättning och med upplöstra förkortningar lyder: Herrens år 1489 göts denna klocka i Frösberg i närvaro av herr Torgillus kyrkoherde. Frösberg är det ursprungliga sockennamnet. Mitt på sidorna finns dessutom tre pilgrimsmärken: ett Vadstenamärke, ett Olovsmärke från Nidaros och en helgonfigur.
- Lillklockan är av en tämligen klumpig romansk typ med skriftband utan inskrift, fast med rutnät. Överst på halsen finns fyra små kors — ett i varje väderstreck. Klockan är sannolikt från 1200-talet.[3]

### Orglar
- 1850 byggde Andreas Åbergh en ny orgel med 14 ljudande stämmor.
- 1908 byggde Carl Axel Härngren en orgel som Frede Aagaard omdisponerade 1953. Den renoverades 1989 av Smedmans Orgelbyggeri och återfick därmed sin originaldisposition. Orgelns traktur är mekanisk och registraturen är pneumatisk. Den  har följande disposition:

| Huvudverk I C-g3 | Svällverk II C-g3 | Pedal C-d1    | Koppel        |
| Borduna 16’      | Violin-Princ 8’   | Subbas 16’    | I Koppel 4´   |
| Principal 8’     | Dubbelflöjt 8’    | Violoncell 8’ | II Koppel 16´ |
| Fl Harmonic 8’   | Salicional 8’     | Flöjtbas 4’   | I&II Unison   |
| Violin 8’        | Violin 4’         | Basun 16’     | T:            |
| Oktava 4’        |                   |               | F:            |
| Trumpet 8'       |                   |               | P:            |
|                  |                   |               | I M&P:        |
|                  |                   |               | II M&P:       |

#### Kororgel
Kororgeln är byggd 1980 av Smedmans Orgelbyggeri och flyttades hit 2002 från Kyrktorps kyrka, när det stängde. Orgeln är mekanisk och har följande disposition:
| Svällverk I C-g3  | Pedal C-d1 | Koppel |
| Gedackt 8’        | Bihängd    |        |
| Rörflöjt 4’       |            |        |
| Blockflöjt 2’     |            |        |
| Flöjtkvint 2 2⁄3’ |            |        |
| Ters 1 3⁄5’       |            |        |

## Bildgalleri

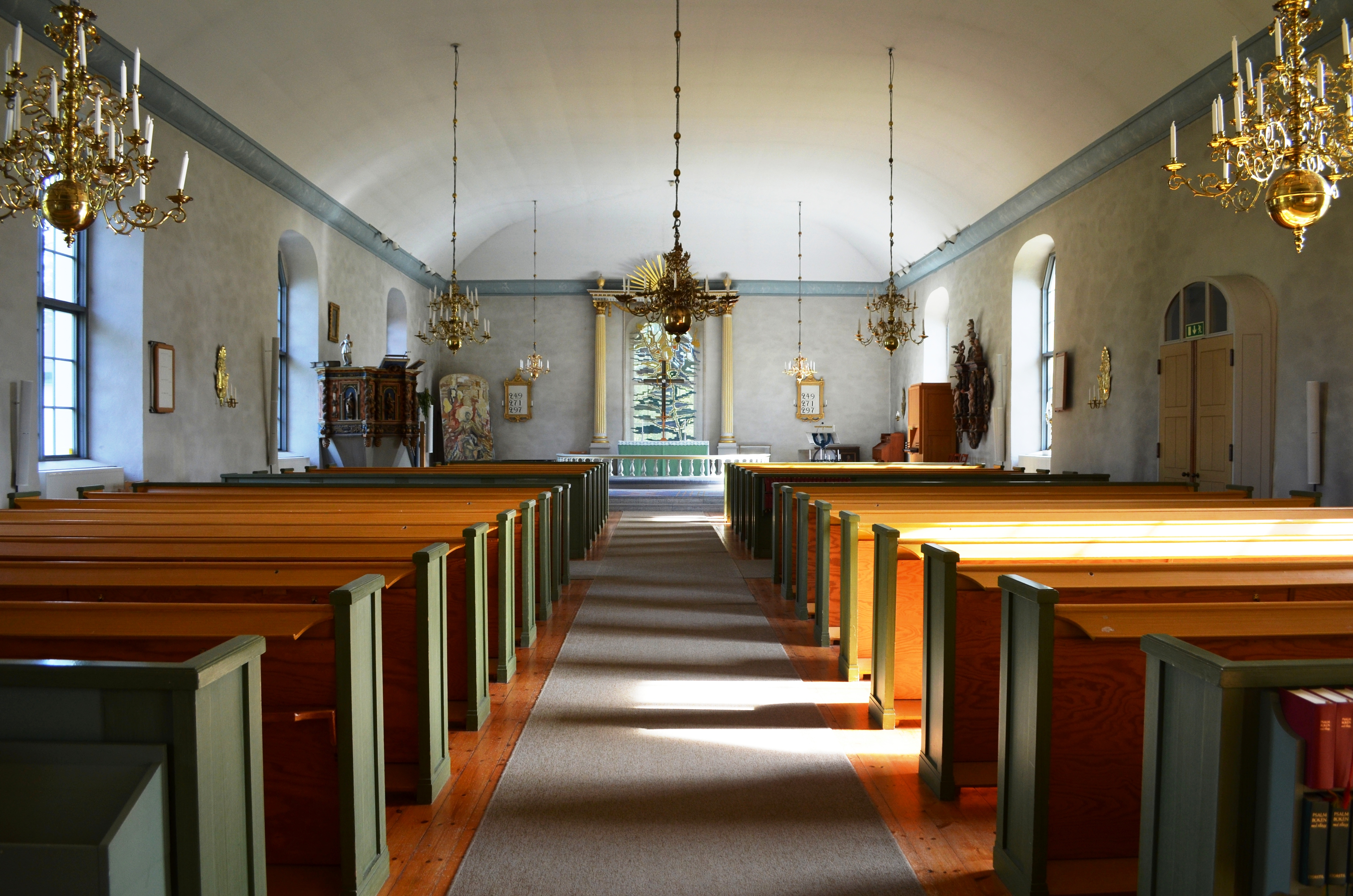
Fredbergs kyrkas kyrksal
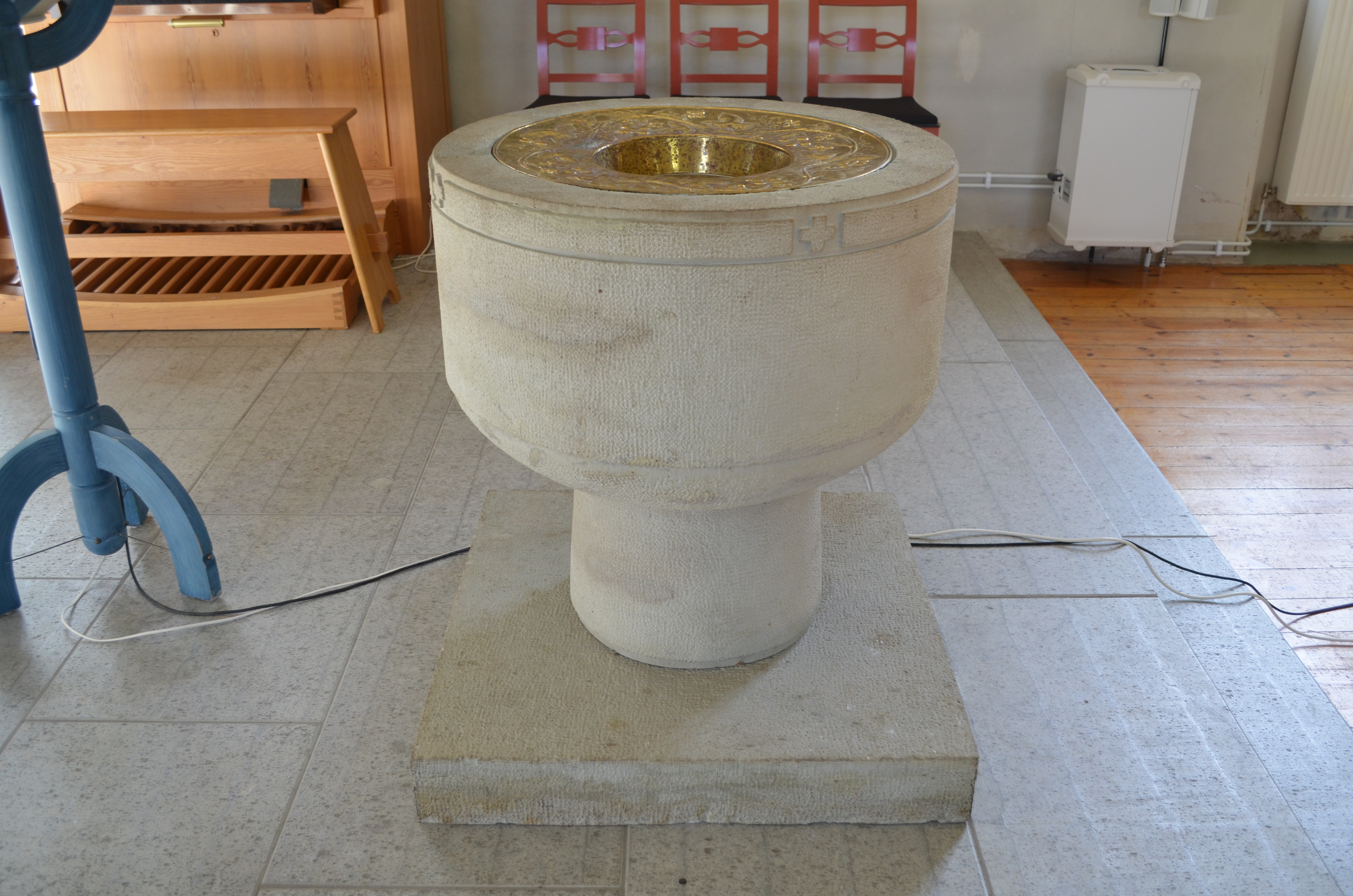
Fredbergs kyrkas dopfunt
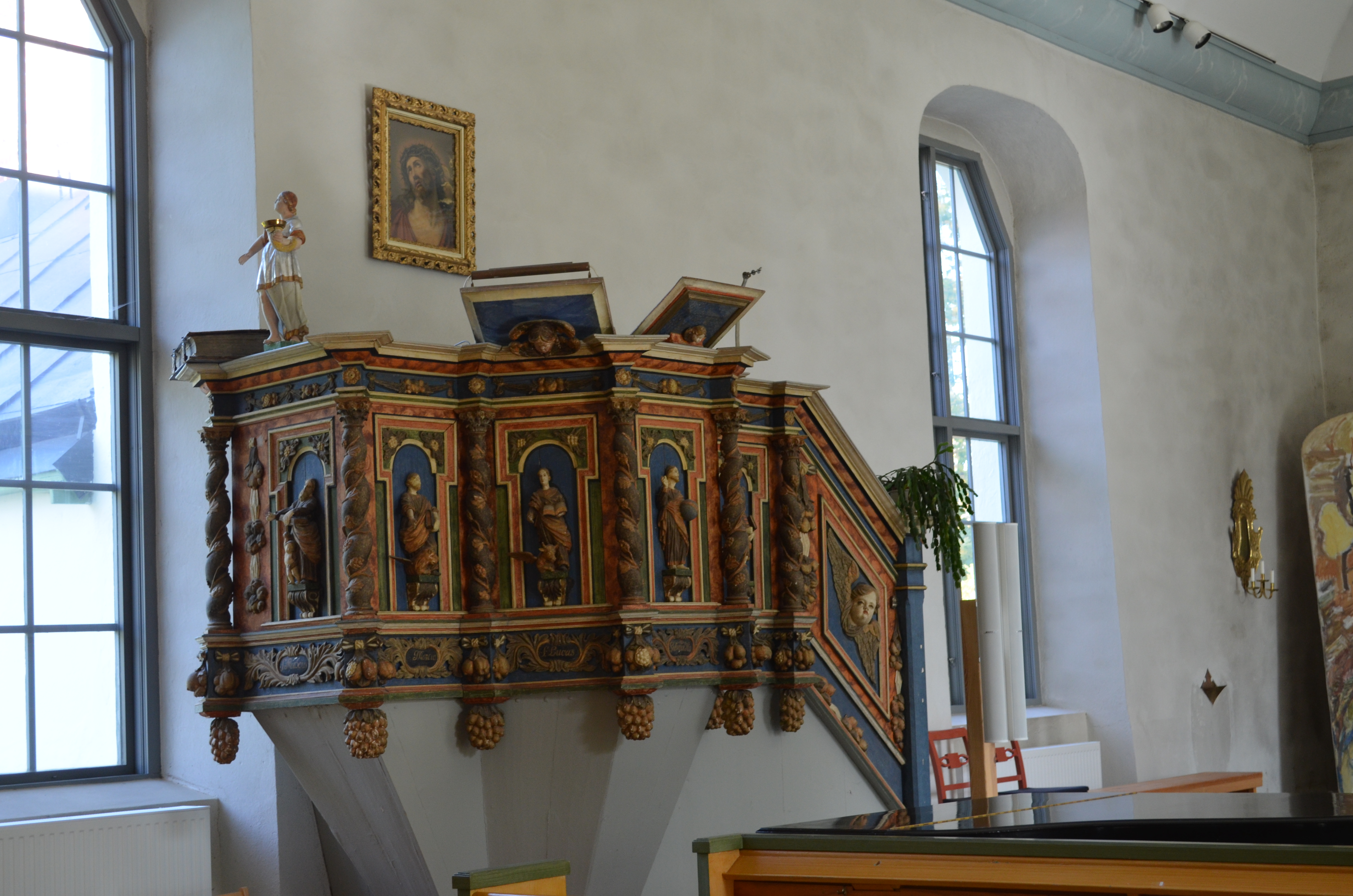
Fredbergs kyrkas predikstol
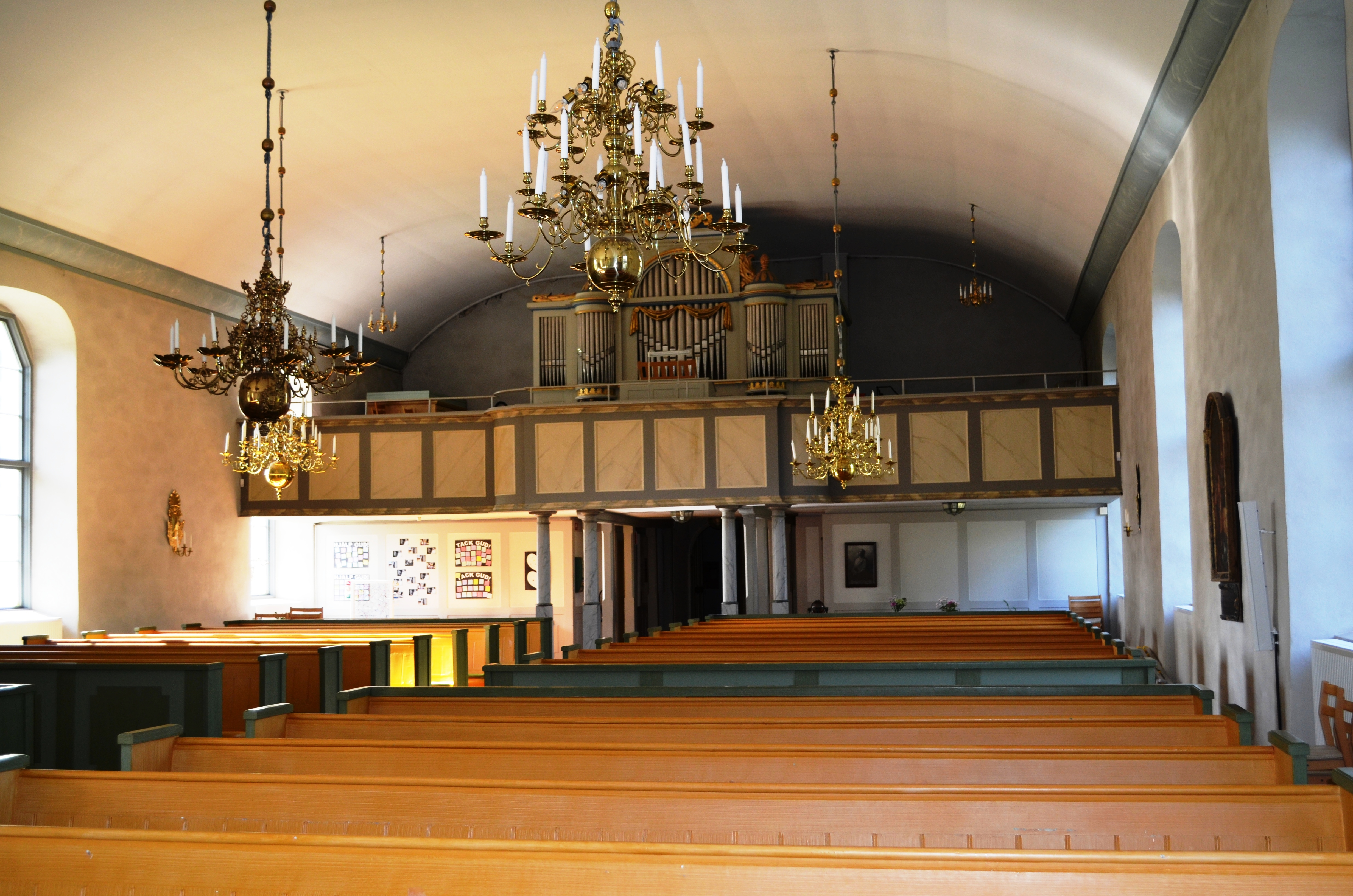
Fredbergs kyrkas kyrkorgel
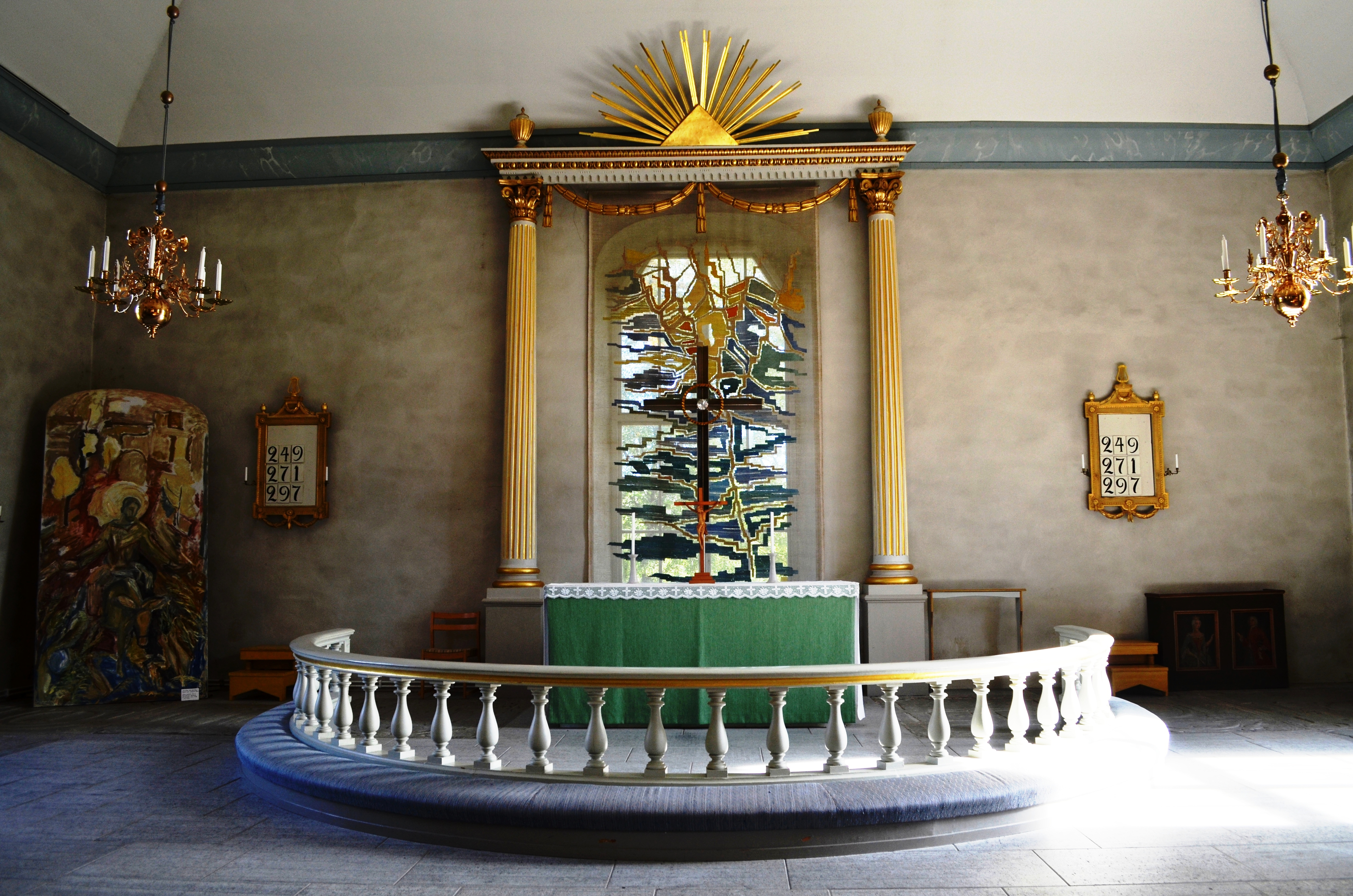
Fredbergs kyrkas altare